# ياسواكي تاكومي
ياسواكي تاكومي (内匠靖明 تاكومي ياسواكي) هو ممثل ياباني ولد في 23 أكتوبر 1982 في محافظة آيتشي.

## أدواره في الأنمي

### مسلسلات أنمي تلفزيونية
- الفرسان والسحر - إدغار سي بلانش
- البدلة المتنقلة جاندام: أيتام الدم الحديدي - أكيهيرو ألتلاند
- إيس أتورني - مات أنغارد
- وورلد تريغر - شينّوسكي تسوجي
- طاغية الحب - تارو تسوروؤكا
- شينوبي نوبوناغا - أزاي ناغاماسا
- شينوبي نوبوناغا: إيسي وكانيغاساكي - أزاي ناغاماسا
- شينوبي نوبوناغا: أنيغاوا وإيشياما - أزاي ناغاماسا
- النمر المقنع W - مايك رودريغيز
- متاعب سايكي كوسوؤو - تاكيرو شينودا
- أول آوت!! - يويتشي غوشوزومي
- صراع الطبخ: الطبق الثاني - هيساناو كاغيورا
- فوكا - أكيرا موغامي
- لوستوريج إنسايتد ويكروس - هيديهيكو كاناي
- يوغي ARC-V - ريد بيبر

### أنمي الإنترنت
- مونستر سترايك - روبن هود

## أدواره في ألعاب الفيديو
- فاير إمبلم فيتس - شيرو

## وصلات خارجية
- ياسواكي تاكومي على موقع IMDb (الإنجليزية)
- ياسواكي تاكومي على موقع ميوزك برينز (الإنجليزية)
- ياسواكي تاكومي على موقع ديسكوغز (الإنجليزية)
- ياسواكي تاكومي على موقع ANN person (الإنجليزية)